# Marcos y Marcos
Marcos y Marcos è una casa editrice italiana con sede a Milano.

## Storia
Fondata a Milano nel 1981 e diretta da Claudia Tarolo e Marco Zapparoli, è specializzata nella proposta e riproposta di narrativa italiana e straniera, ma è attiva anche nel settore della poesia, specie attraverso la rivista "Testo a Fronte" - dedicata alla teoria e pratica della traduzione - e alle collane ad essa legate, "Testi e saggi di Testo a Fronte". Nel corso degli anni, ha alternato la riproposta di autori precedentemente pubblicati da editori maggiori, come John Fante, autore di Chiedi alla polvere, John Kennedy Toole, autore di Una banda di idioti, Premio Pulitzer postumo nel 1981, o Boris Vian, autore di La schiuma dei giorni, a nuove voci della narrativa americana, come Jhumpa Lahiri, che nel 2000 ha vinto il Premio Pulitzer con la raccolta di racconti L'interprete dei malanni, della narrativa canadese, come Gaetàn Soucy, della narrativa spagnola, come Ricardo Menéndez Salmón, o della narrativa indiana, come Lavanya Sankaran e Bulbul Sharma.
Tra gli autori più rilevanti nei filoni della letteratura di genere, si ricordano Stanisław Lem (fantascienza), Charles Willeford (giallo e noir), Carlene Thompson e Lisa Gardner (thriller).
In campo poetico, si segnalano l’italiano Umberto Fiori e lo svizzero italiano Fabio Pusterla, l'autore svizzero francese Philippe Jaccottet, l'autore irlandese Seamus Heaney e l'autrice cilena Gabriela Mistral, entrambi vincitori del Premio Nobel per la Letteratura. Negli ultimi anni Marcos y Marcos ha ampliato la propria ricerca, pubblicando poeti come Cristina Alziati e Umberto Piersanti, lanciando giovani talenti come Mariagiorgia Ulbar e Gabriele Belletti. Dal 1999 si occupa della pubblicazione dei Quaderni italiani di poesia contemporanea, fondati e curati da Franco Buffoni a partire dal 1991. 
Tra gli autori di narrativa italiana, Cristiano Cavina, Felice Cimatti, Lello Gurrado, Fulvio Ervas, Davide Longo, Maurizio Matrone, Paolo Nori, Bruno Osimo, Carlo Boccadoro.
Marcos y Marcos pubblica anche la rivista-collana "Riga", diretta da Marco Belpoliti ed Elio Grazioli, dedicata a figure emblematiche della cultura novecentesca nel campo della letteratura e dell'arte, fra cui Alberto Arbasino, Roland Barthes, John Cage, Italo Calvino, Piero Camporesi, Gianni Celati, Marcel Duchamp, Alberto Giacometti, Furio Jesi, Primo Levi, Milan Kundera, Goffredo Parise, Georges Perec, Kurt Schwitters, Saul Steinberg, nonché ad alcune tematiche della recente avanguardia, come il Pop Camp o i Nodi, e la rivista "Testo a Fronte", diretta da Franco Buffoni, dedicata alla teoria e alla pratica della traduzione poetica.
Dal 2016 ha inaugurato Le Ali, una collana di poesia diretta da Fabio Pusterla e illustrata dal pittore ticinese Luca Mengoni, Gli Scarabocchi, collana dedicato ai giovani lettori con le illustrazioni di Laura Fanelli, e Il mondo è pieno di gente strana, collana di romanzi biografici diretta da Paolo Nori.
La media di uscite dalla fondazione è di 10 volumi di narrativa straniera, 3 di narrativa italiana, 3 di poesia, e 4 di saggi, più le due riviste.

## Autori italiani
Stefano Amato, Gabriele Belletti, Carlo Boccadoro, Franco Buffoni, Giorgio Caponetti, Cristiano Cavina, Luciano Cecchinel, Felice Cimatti, Ugo Cornia, Francesca Genti, Vincenzo Costantino, Daniela Maddalena, Fulvio Ervas, Michele Ferrari, Umberto Fiori, Lello Gurrado, Davide Longo, Fausto Malcovati, Maurizio Matrone, Guido Mazzoni, Paolo Nori, Bruno Osimo, Fabio Pusterla, Stefano Quaglia, Becky Sharp, Enzo Tiezzi, Mariagiorgia Ulbar, Anna Maria Carpi, Gianluca D'Andrea.

## Altri autori
Jakob Arjouni, Čyngyz Ajtmatov, Maria Barbal, Richard Brautigan, Ángeles Caso, Daniil Charms, Cristina Grande, Leon de Winter, Friedrich Dürrenmatt, Dan Fante, José Pablo Feinmann, Jack Finney, Castle Freeman jr, Dale Furutani, William Goldman, Hakan Gunday, Edgar Hilsenrath, Chester Himes, Philippe Jaccottet, Jhumpa Lahiri, Stanisław Lem, Pedro Lemebel, Jasper Fforde, Miriam Toews, Ricardo Menéndez Salmón, Quim Monzó, Jack Ritchie, Camilo Sanchez, Ella Sanders, William Saroyan, Gaetan Soucy, Arkadij e Boris Strugackij, Lavanya Sankaran, Heloneida Studart, Carlene Thompson, John Kennedy Toole, Boris Vian, Miriam Toews, Camilla Trinchieri, Charles Willeford, Michael Zadoorian.

## Collane
- Gli alianti, narrativa del Novecento e contemporanea;
- Le foglie, narrativa e poesia del Novecento e contemporanea, testi più brevi;
- miniMarcos, narrativa contemporanea, versione economica di alcuni fra i testi più significativi pubblicati nelle altre collane;
- Tredici, collana a tiratura limitata, con i tredici "di culto" di narrativa, pubblicata nel corso del 2011, in occasione del trentesimo anniversario della fondazione della casa editrice;
- Marcosultra, romanzi e saggi brevi di sapore sperimentale, pubblicata esclusivamente nel corso 2009;
- Gli Scarabocchi, narrativa per giovani lettori (7-13 anni)
- Le Ali, poesia contemporanea, collana diretta da Fabio Pusterla
- Il mondo è pieno di gente strana, collana diretta da Paolo Nori
- Testo a Fronte, rivista di teoria e pratica della traduzione poetica;
- I testi di Testo a Fronte, poesia;
- I saggi di Testo a Fronte, saggistica dedicata alla poesia e alla traduzione;
- Riga, monografie dedicate a figure di rilievo del Novecento e a temi e paradigmi del contemporaneo.

## Direttori di collana
Franco Buffoni, Marco Belpoliti, Elio Grazioli, Paolo Nori, Fabio Pusterla.